# Spiraea ×cinerea
Spiraea × cinerea — вид квіткових рослин Спірея родини розоцвітих. Це гібрид садового походження (S. hypericifolia × S. cana). Зростає до 1.5 м у висоту і ширину, цей компактний листопадний кущ має дрібне ланцетне листя та численні білі квіти вздовж дугоподібних стебел навесні.
Латинський специфічний епітет cinerea означає «колір попелу».
Сорт 'Grefsheim' широко вирощується як садова рослина. Витривалий до -20С, його легко вирощувати на сонячних змішаних посадках. Він отримав нагороду Королівського садівничого товариства за садові заслуги.

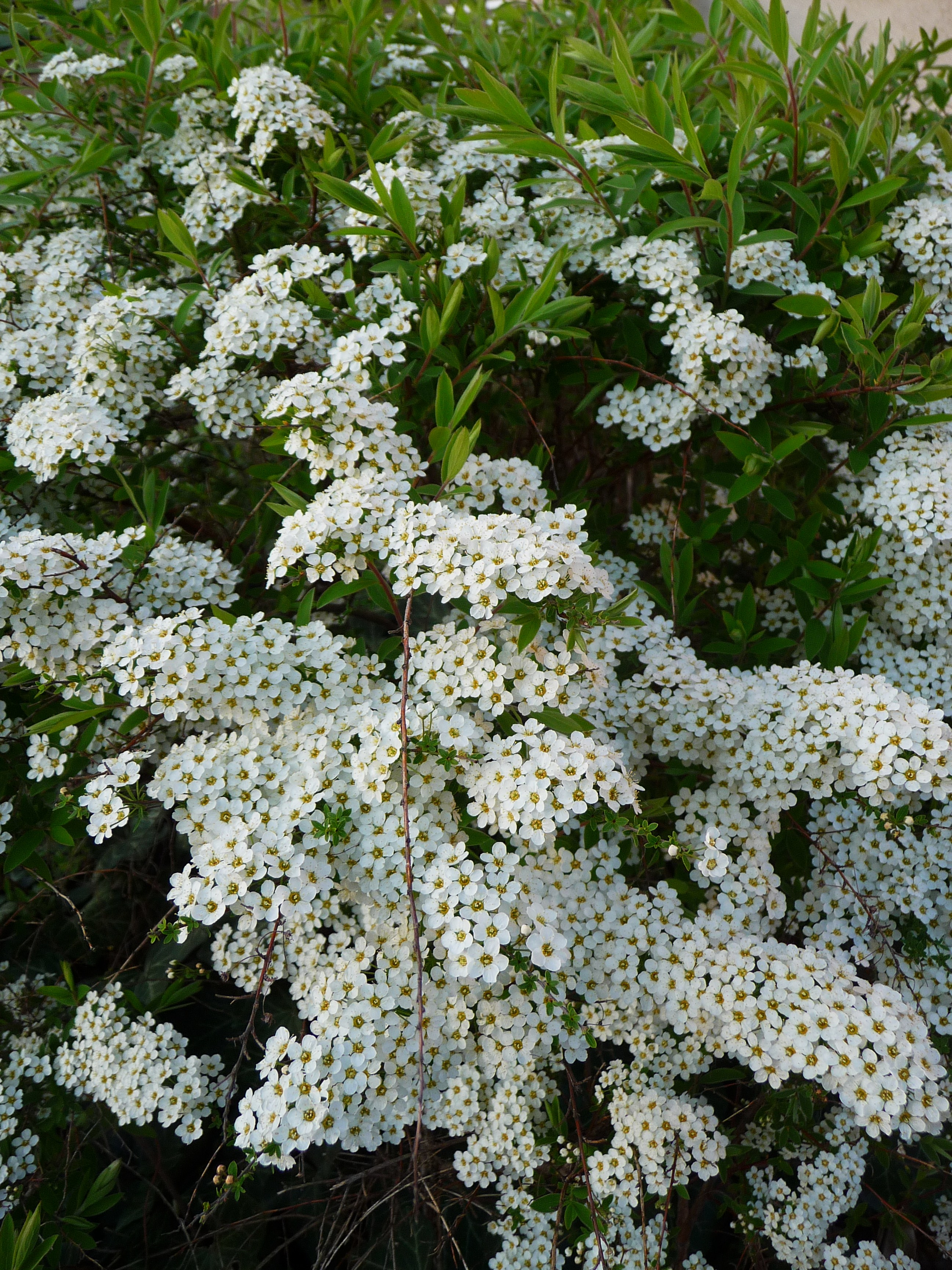
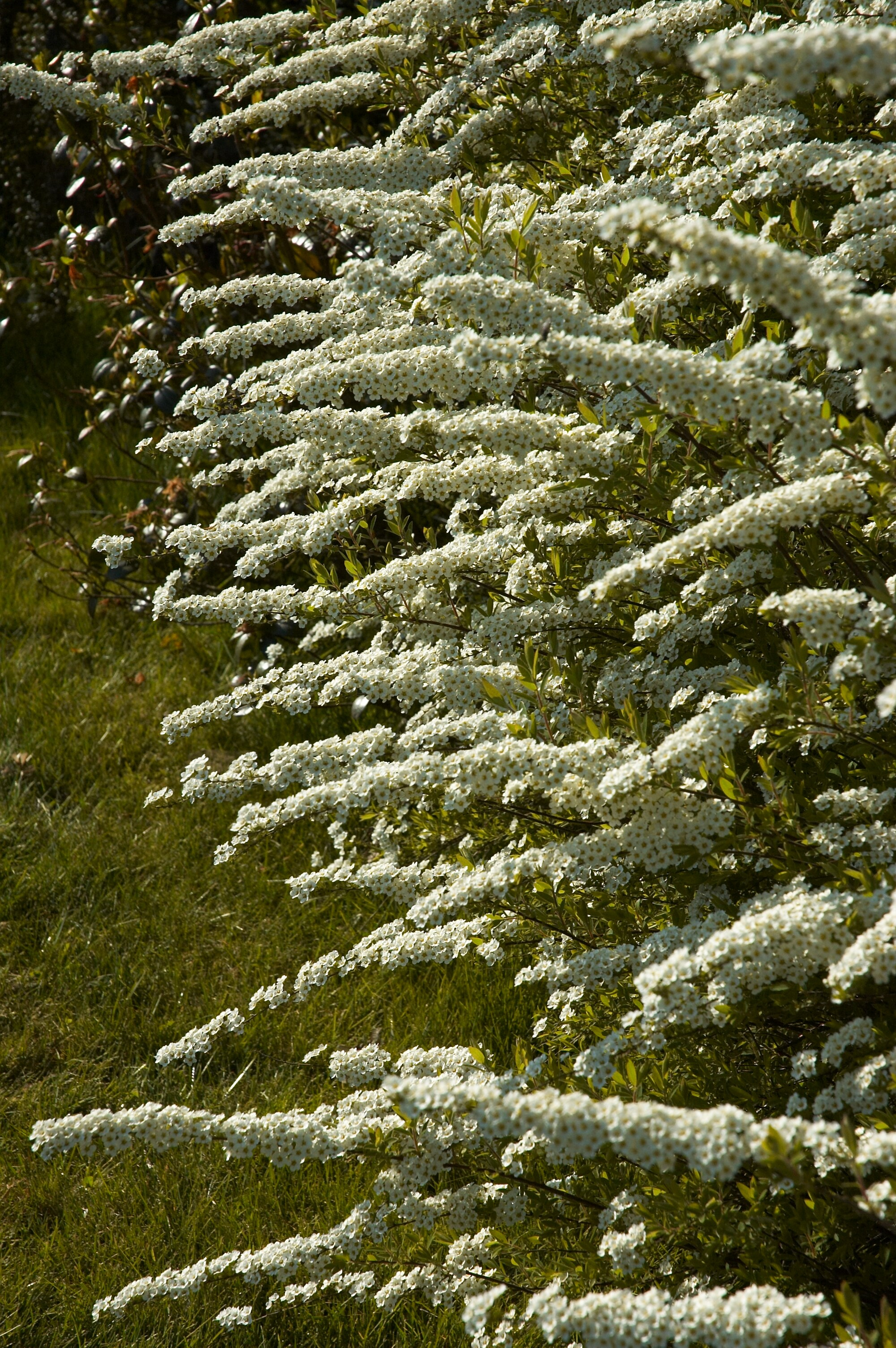
’Grefsheim’